# Bernay-Saint-Martin
Pour les articles homonymes, voir Bernay.
Bernay-Saint-Martin est une commune du Sud-Ouest de la France située dans le département de la Charente-Maritime (région Nouvelle-Aquitaine).
Ses habitants sont appelés les Bernaisiens et les Bernaisiennes.

## Géographie

### Communes limitrophes
| Saint-Mard       | Marsais             | Saint-Félix |
| Breuil-la-Réorte | Bernay-Saint-Martin | Migré       |
|                  | Puyrolland          | Courant     |

## Urbanisme

### Typologie
Au 1er janvier 2024, Bernay-Saint-Martin est catégorisée commune rurale à habitat dispersé, selon la nouvelle grille communale de densité à 7 niveaux définie par l'Insee en 2022.
Elle est située hors unité urbaine et hors attraction des villes,.

### Occupation des sols
L'occupation des sols de la commune, telle qu'elle ressort de la base de données européenne d’occupation biophysique des sols Corine Land Cover (CLC), est marquée par l'importance des territoires agricoles (95,1 % en 2018), en diminution par rapport à 1990 (97,3 %). La répartition détaillée en 2018 est la suivante : 
terres arables (78,4 %), zones agricoles hétérogènes (15,4 %), forêts (2,7 %), zones urbanisées (2,2 %), prairies (1,3 %). L'évolution de l’occupation des sols de la commune et de ses infrastructures peut être observée sur les différentes représentations cartographiques du territoire : la carte de Cassini (XVIIIe siècle), la carte d'état-major (1820-1866) et les cartes ou photos aériennes de l'IGN pour la période actuelle (1950 à aujourd'hui).

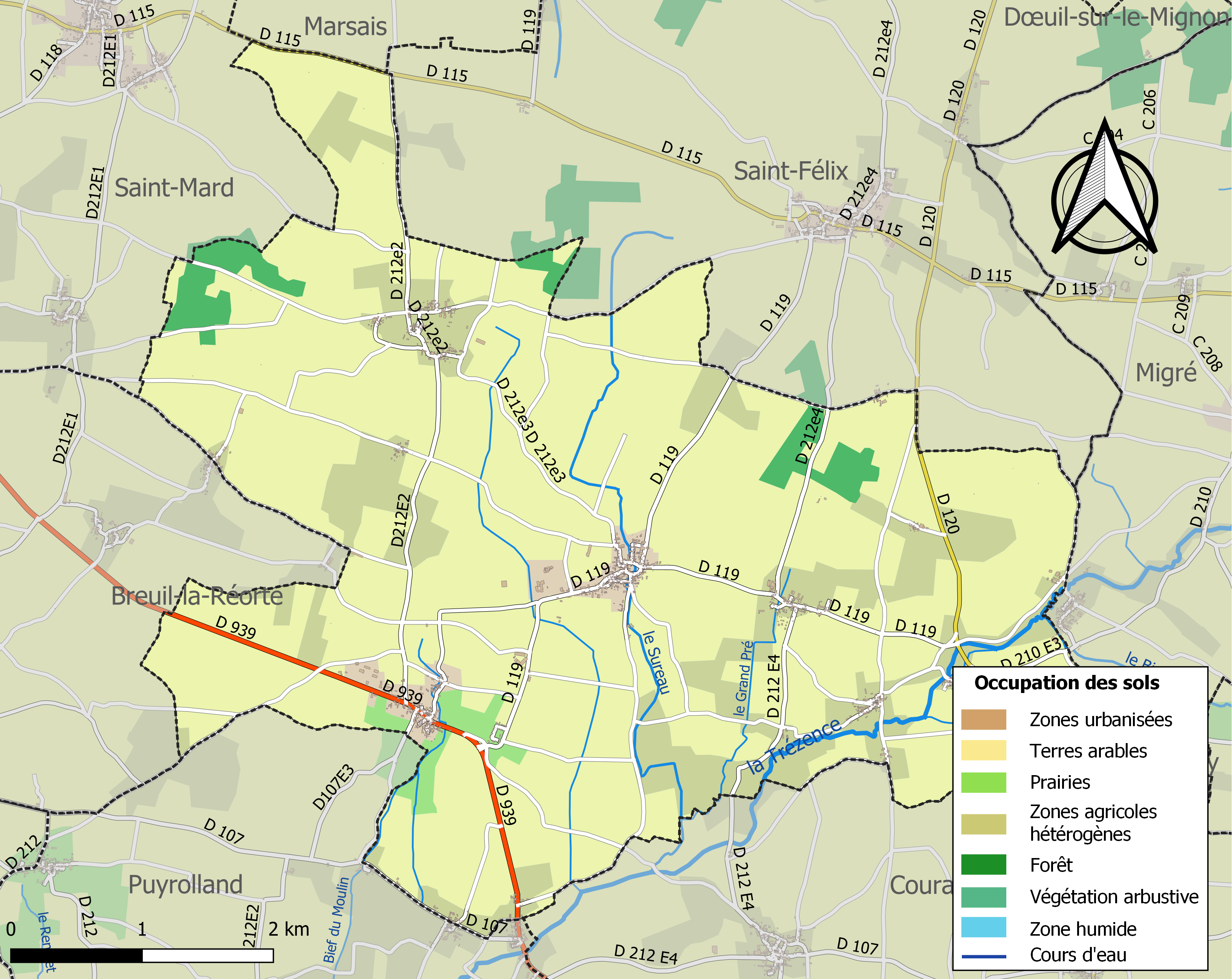
Carte des infrastructures et de l'occupation des sols de la commune en 2018 (CLC).

### Risques majeurs
Le territoire de la commune de Bernay-Saint-Martin est vulnérable à différents aléas naturels : météorologiques (tempête, orage, neige, grand froid, canicule ou sécheresse), inondations, mouvements de terrains et séisme (sismicité modérée). Il est également exposé à un risque technologique, le transport de matières dangereuses. Un site publié par le BRGM permet d'évaluer simplement et rapidement les risques d'un bien localisé soit par son adresse soit par le numéro de sa parcelle.

#### Risques naturels
Certaines parties du territoire communal sont susceptibles d’être affectées par le risque d’inondation par débordement de cours d'eau, notamment la Trézence. La commune a été reconnue en état de catastrophe naturelle au titre des dommages causés par les inondations et coulées de boue survenues en 1982, 1993, 1999, 2010, 2013 et 2015,.

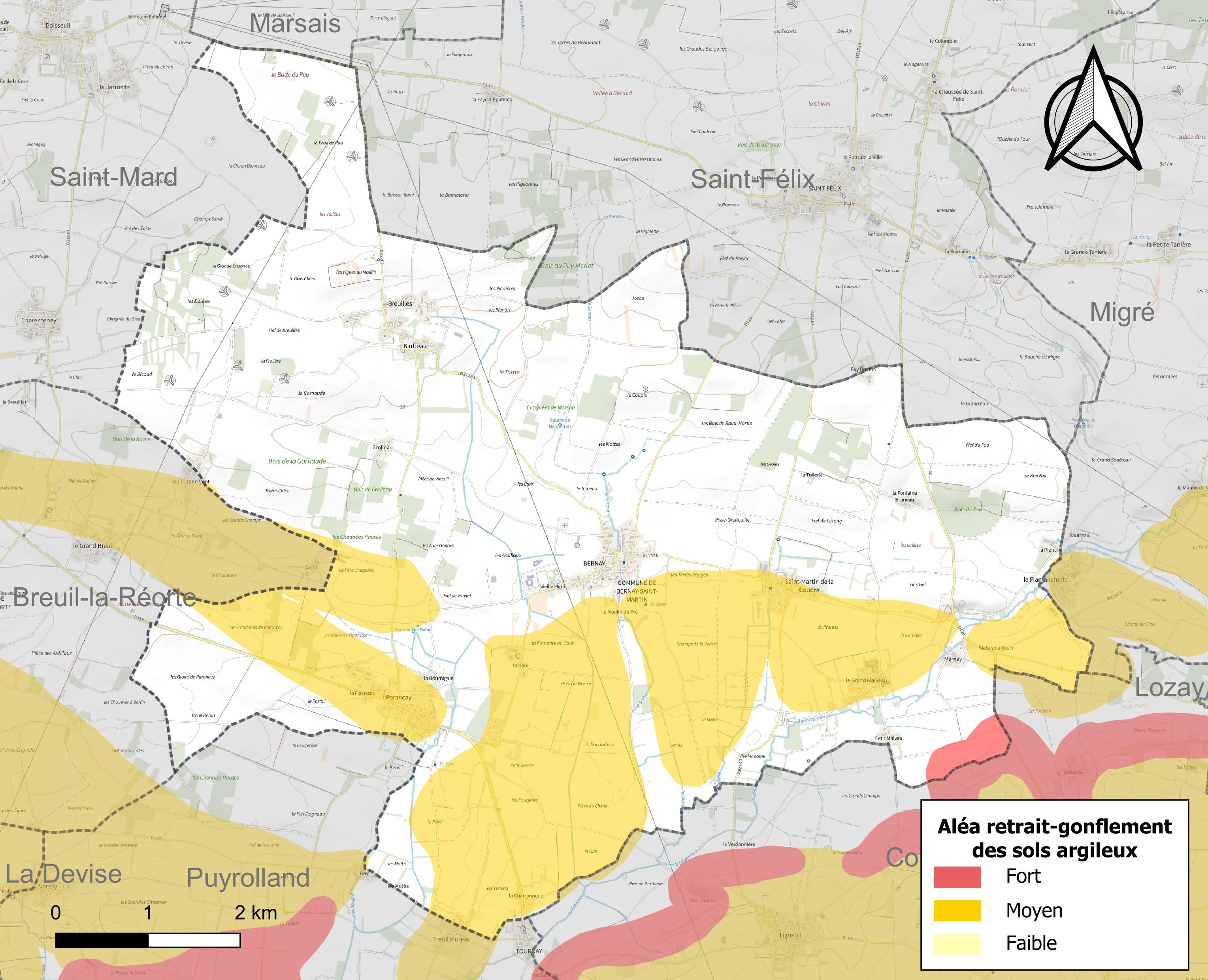
Carte des zones d'aléa retrait-gonflement des sols argileux de Bernay-Saint-Martin.

Les mouvements de terrains susceptibles de se produire sur la commune sont des tassements différentiels.
Le retrait-gonflement des sols argileux est susceptible d'engendrer des dommages importants aux bâtiments en cas d’alternance de périodes de sécheresse et de pluie. 28,4 % de la superficie communale est en aléa moyen ou fort (54,2 % au niveau départemental et 48,5 % au niveau national). Sur les 434 bâtiments dénombrés sur la commune en 2019, 187 sont en aléa moyen ou fort, soit 43 %, à comparer aux 57 % au niveau départemental et 54 % au niveau national. Une cartographie de l'exposition du territoire national au retrait gonflement des sols argileux est disponible sur le site du BRGM,.
Par ailleurs, afin de mieux appréhender le risque d’affaissement de terrain, l'inventaire national des cavités souterraines permet de localiser celles situées sur la commune.
Concernant les mouvements de terrains, la commune a été reconnue en état de catastrophe naturelle au titre des dommages causés par la sécheresse en 1989, 2003 et 2005 et par des mouvements de terrain en 1999 et 2010.

#### Risques technologiques
Le risque de transport de matières dangereuses sur la commune est lié à sa traversée par une ou des infrastructures routières ou ferroviaires importantes ou la présence d'une canalisation de transport d'hydrocarbures. Un accident se produisant sur de telles infrastructures est susceptible d’avoir des effets graves sur les biens, les personnes ou l'environnement, selon la nature du matériau transporté. Des dispositions d’urbanisme peuvent être préconisées en conséquence.

## Histoire
Une ordonnance du 2 février 1825 réunit la commune du Breuil (ou Breuilles) à Bernay et par arrêté préfectoral du 12 décembre 1972 prenant effet le 1er janvier 1973 Saint-Martin-de-la-Coudre s'associe à Bernay pour former Bernay-Saint-Martin. La commune actuelle fait partie des communes associées de la Charente-Maritime.

## Administration

### Liste des maires
| Période                                  | Période  | Identité             | Étiquette | Qualité                         |
| ---------------------------------------- | -------- | -------------------- | --------- | ------------------------------- |
| 2001                                     | 2014     | Jean-Michel Fouet    | PRG       | ingénieur conseil environnement |
| 2014                                     | En cours | Annie Poinot-Rivière |           | Retraitée de l'enseignement     |
| Les données manquantes sont à compléter. |          |                      |           |                                 |

## Démographie

### Évolution démographique
L'évolution du nombre d'habitants est connue à travers les recensements de la population effectués dans la commune depuis 1793. Pour les communes de moins de 10 000 habitants, une enquête de recensement portant sur toute la population est réalisée tous les cinq ans, les populations de référence des années intermédiaires étant quant à elles estimées par interpolation ou extrapolation. Pour la commune, le premier recensement exhaustif entrant dans le cadre du nouveau dispositif a été réalisé en 2007.

En 2022, la commune comptait 761 habitants, en évolution de −1,81 % par rapport à 2016 (Charente-Maritime : +4,04 %, France hors Mayotte : +2,11 %).
| 1793 | 1800 | 1806 | 1821 | 1831 | 1836 | 1841 | 1846 | 1851 |
| ---- | ---- | ---- | ---- | ---- | ---- | ---- | ---- | ---- |
| 480  | 565  | 525  | 514  | 829  | 858  | 858  | 841  | 833  |

| 1856 | 1861 | 1866 | 1872 | 1876 | 1881 | 1886 | 1891 | 1896 |
| ---- | ---- | ---- | ---- | ---- | ---- | ---- | ---- | ---- |
| 824  | 857  | 868  | 873  | 879  | 884  | 787  | 764  | 717  |

| 1901 | 1906 | 1911 | 1921 | 1926 | 1931 | 1936 | 1946 | 1954 |
| ---- | ---- | ---- | ---- | ---- | ---- | ---- | ---- | ---- |
| 727  | 733  | 744  | 734  | 718  | 694  | 715  | 642  | 608  |

| 1962 | 1968 | 1975 | 1982 | 1990 | 1999 | 2006 | 2007 | 2012 |
| ---- | ---- | ---- | ---- | ---- | ---- | ---- | ---- | ---- |
| 595  | 535  | 611  | 608  | 657  | 647  | 713  | 726  | 788  |

| 2017 | 2022 | - | - | - | - | - | - | - |
| ---- | ---- | - | - | - | - | - | - | - |
| 767  | 761  | - | - | - | - | - | - | - |

### Pyramide des âges
La population de la commune est relativement âgée.
En 2018, le taux de personnes d'un âge inférieur à 30 ans s'élève à 26,8 %, soit en dessous de la moyenne départementale (29 %). À l'inverse, le taux de personnes d'âge supérieur à 60 ans est de 35,4 % la même année, alors qu'il est de 34,9 % au niveau départemental.
En 2018, la commune comptait 349 hommes pour 411 femmes, soit un taux de 54,08 % de femmes, légèrement supérieur au taux départemental (52,15 %).
Les pyramides des âges de la commune et du département s'établissent comme suit.
| Hommes | Classe d’âge | Femmes |
| ------ | ------------ | ------ |
| 1,4    | 90 ou +      | 4,4    |
| 10,7   | 75-89 ans    | 15,7   |
| 20,8   | 60-74 ans    | 17,4   |
| 23,1   | 45-59 ans    | 18,7   |
| 18,0   | 30-44 ans    | 16,2   |
| 10,9   | 15-29 ans    | 10,0   |
| 14,9   | 0-14 ans     | 17,7   |

| Hommes | Classe d’âge | Femmes |
| ------ | ------------ | ------ |
| 1,1    | 90 ou +      | 2,6    |
| 10,1   | 75-89 ans    | 12,6   |
| 22     | 60-74 ans    | 23,2   |
| 20,1   | 45-59 ans    | 19,7   |
| 16,1   | 30-44 ans    | 15,6   |
| 15,2   | 15-29 ans    | 12,7   |
| 15,4   | 0-14 ans     | 13,6   |

## Lieux et monuments

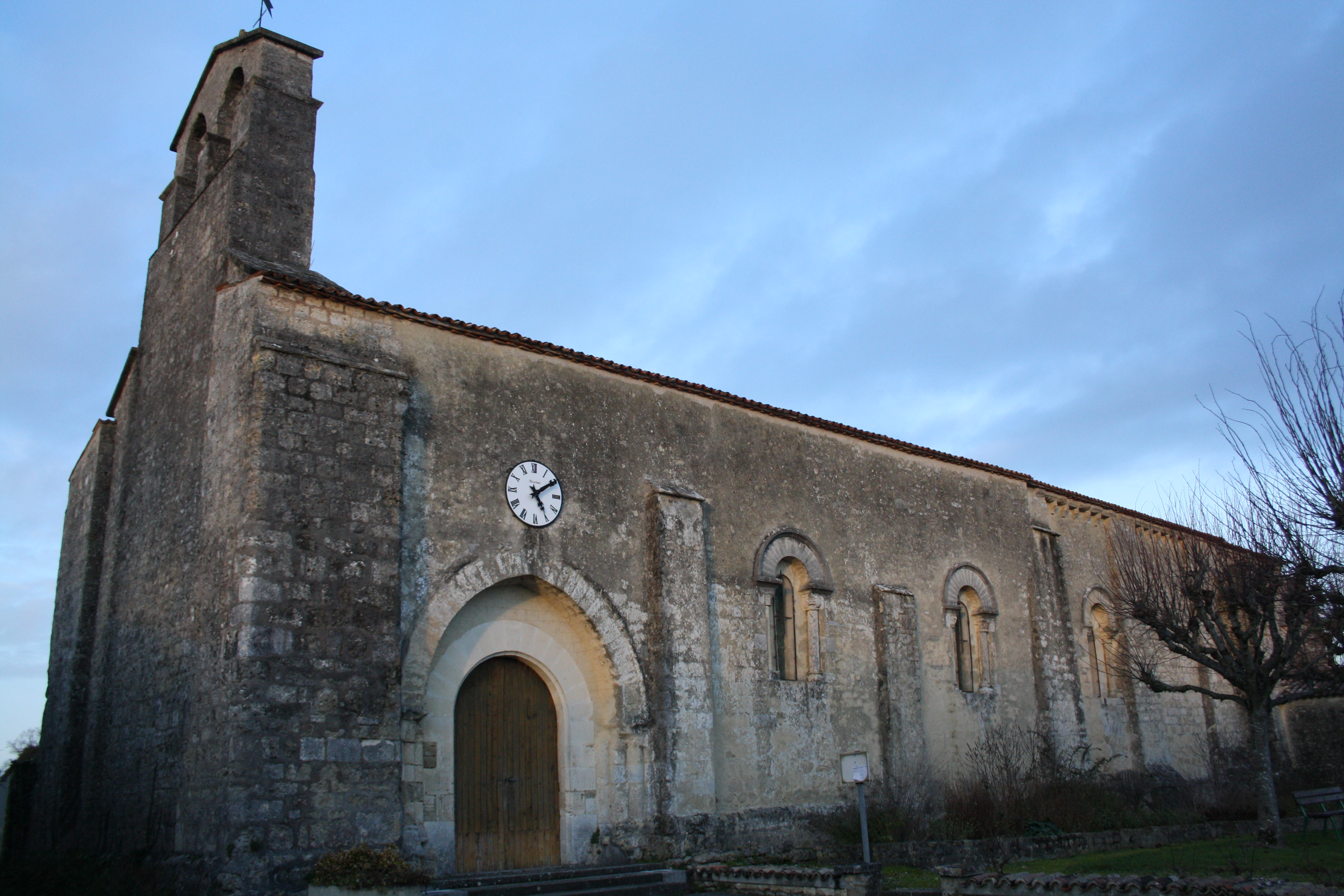
L'église Saint-Nazaire.

- Église Saint-Nazaire, église romane des XIIe et XVe siècles. Elle est classée monument historique depuis le 22 août 1949[21].
- Retable du XVIIIe siècle présent dans l'église Saint-Martin de la Coudre et classé monument historique depuis le 24 mars 1972[22].
- Tumulus du Grand Malveau : tumulus qui s'avère être le vestige de la motte castrale de l'ancien château de Malveau daté de l'an mille. La présence de haches datées du Néolithique, découvertes lors de labours à proximité du site, peut aussi laisser penser que la motte a été installée sur un ancien tumulus mégalithique[23].

## Personnalités liées à la commune
- Léon Thibaudeau (1883-1946), administrateur colonial.

### Galerie

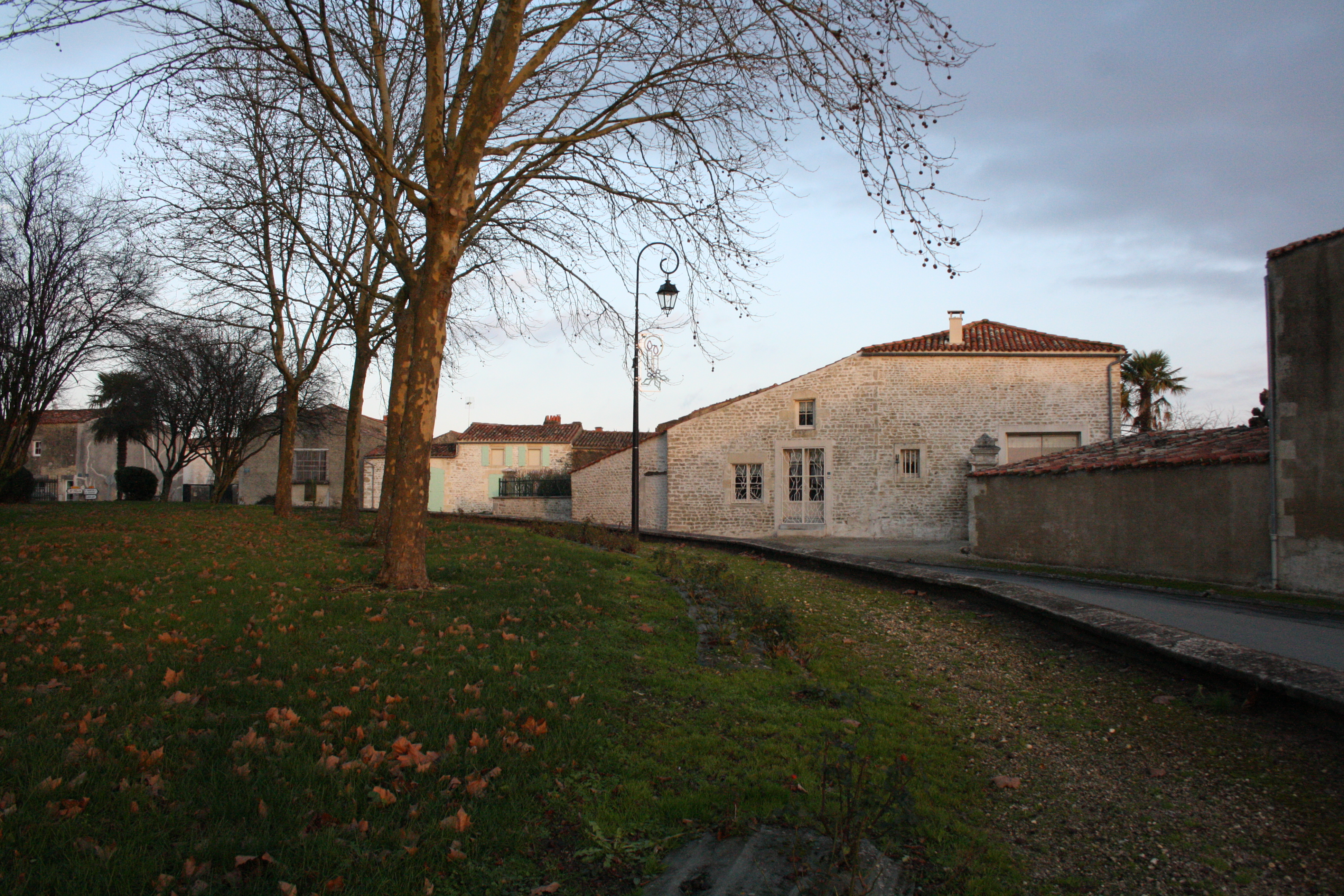
Le petit parc de Bernay.
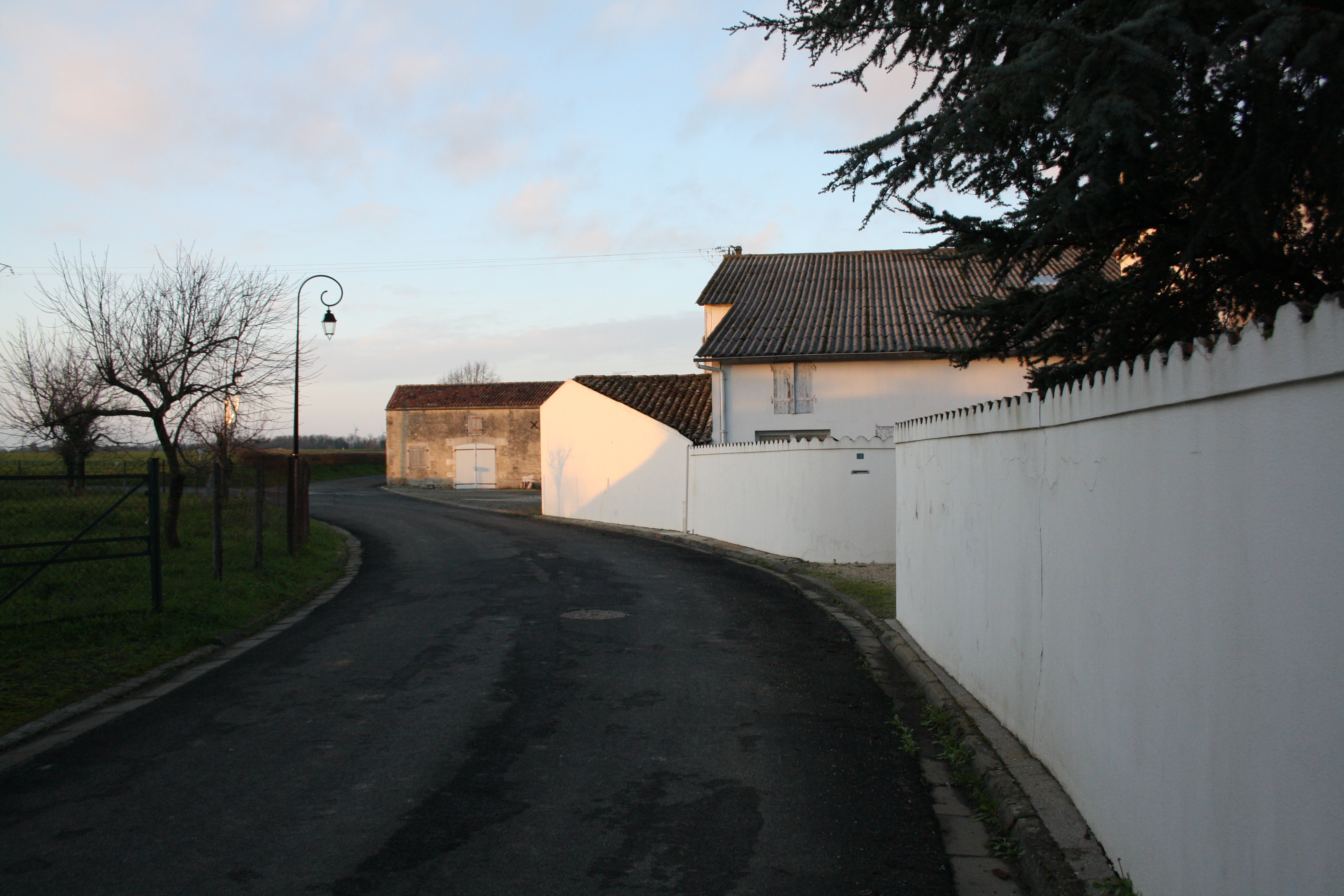
Vue du village.
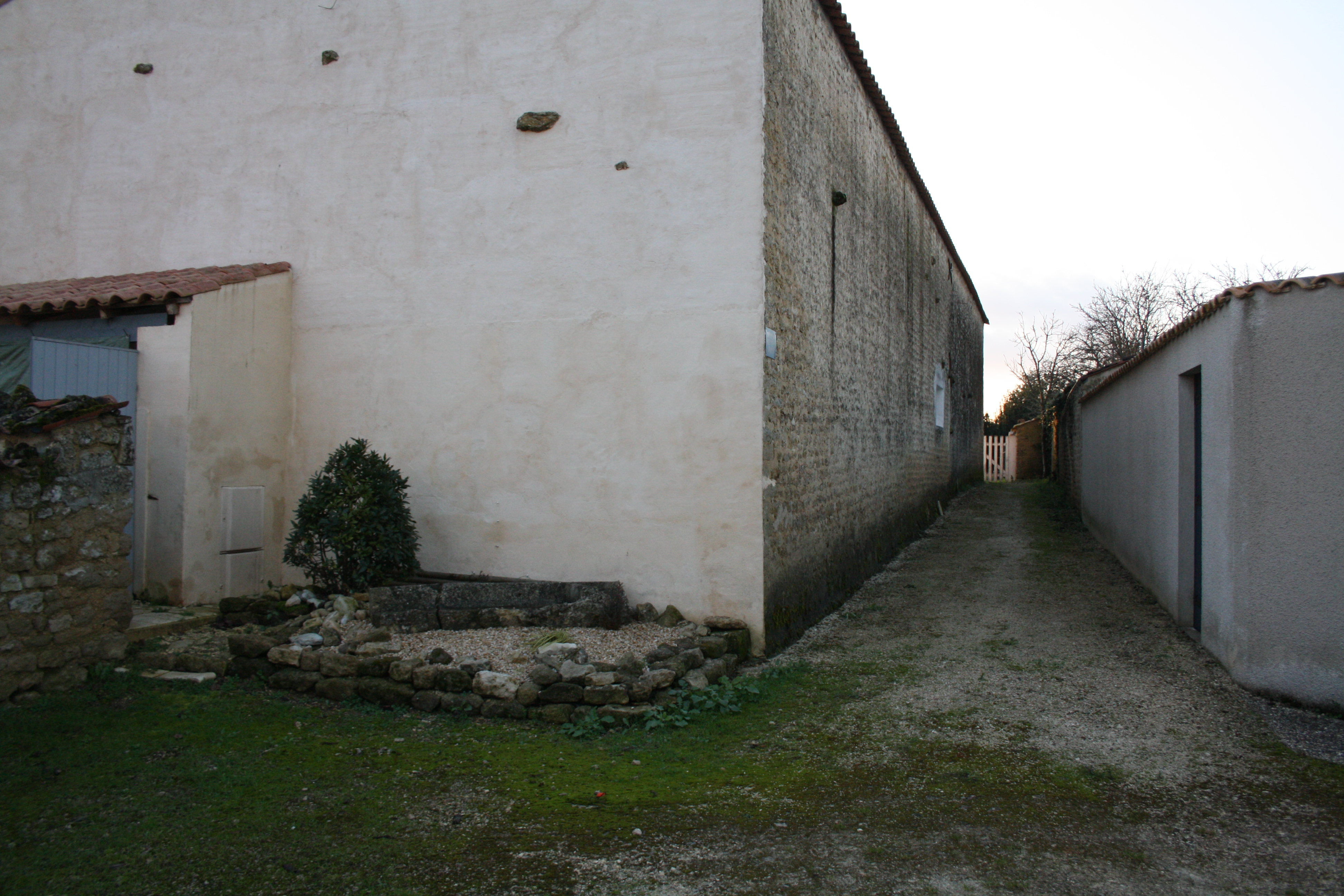
Une maison du bourg.